# Octave Aubry
Pour les articles homonymes, voir Aubry.
Octave Aubry, né le 1er septembre 1881 à Paris 4e et mort le 27 mars 1946 à Paris 6e, est un historien et romancier français. Il s'est beaucoup intéressé aux études napoléoniennes.

## Biographie
Après ses études secondaires au lycée Voltaire et au lycée Charlemagne à Paris, Octave Aubry suivit les cours d’histoire d'Albert Sorel, Albert Vandal et Anatole Leroy-Beaulieu avant d’entamer une carrière dans les lettres, notamment des romans historiques.
Avec Ernest Seillière, Jean Tharaud, René Grousset et Robert d'Harcourt, il est une des cinq personnes élues le 14 février 1946 à l'Académie française lors de la première élection groupée de cette année visant à combler les très nombreuses places vacantes laissées par la période de l'Occupation. Il succède au cardinal Alfred Baudrillart au 8e fauteuil. Mais il meurt 41 jours plus tard, la veille du jour où il devait présenter son discours de réception à la Commission de lecture. Édouard Herriot sera élu la même année pour lui succéder.

## Publications
- De l'amour, de l'ironie, de la pitié, poésies (1904)
- Le Roman de l'énergie individuelle : la face d'airain (1906)
- De la loi de pardon en matière pénale, thèse de doctorat (1908)
- L'Homme sur la cime (1912)
- Le Chemin de Damas (1912)
- Sœur Anne (1912)
- Le Roi perdu retrouvé : Louis XVII (1924)
- Le Grand Amour caché de Napoléon : Marie Walewska (1925)
- Le Lit du roi : Casanova, Louis XV et Mlle de Romans (1926)
- Le Roman de Napoléon (1927)
- Bonaparte et Joséphine (1927)
- Brelan de femmes, ou Le Coup d'État de Brumaire (1927)
- Couleur de sang (1928)
- L'Orphelin de l'Europe, Gaspar Hauser (1928)
- Napoléon III (1929)
- L'Espagne (2 volumes, 1929-1930)
- Marie Walewska (1930)
- Le Roi perdu (1931)
- L'Impératrice Eugénie (1931)
- L'Impératrice Eugénie et sa cour (1932)
- Le Roi de Rome (1932)
- La Trahison de Marie-Louise (1932)
- Les Dernières Années de l'impératrice Eugénie (1933)
- La Jeunesse du Roi de Rome (1933)
- Une tragédie de palais (Gaspard Hauser) (1934)
- Histoire de France. III, Révolution et Empire (1934)
- Sainte-Hélène (2 volumes, 1935)
- L'Aiglon prisonnier (1935)
- Le « Ménage » de Napoléon ; Napoléon, Talma et Mlle George ; Marie-Louise, duchesse de Parme ; Pèlerinage à Sainte-Hélène * Les Anglais et Napoléon (1936)
- Napoléon et son temps (1936)
- La Mort de l'Aiglon (1936)
- Le Règne de Napoléon III (1937)
- Le Second Empire (1938)
- Napoléon et l'amour (1938)
- Vie privée de Napoléon (1939)
- Les Pages immortelles de Napoléon (1941)
- L'Aiglon, des Tuileries aux Invalides (1941)
- La Révolution française (2 volumes, 1942-1945)
- Histoire de France des origines au temps présent (1947), Flammarion, collection l'Histoire